# Sepiolidae

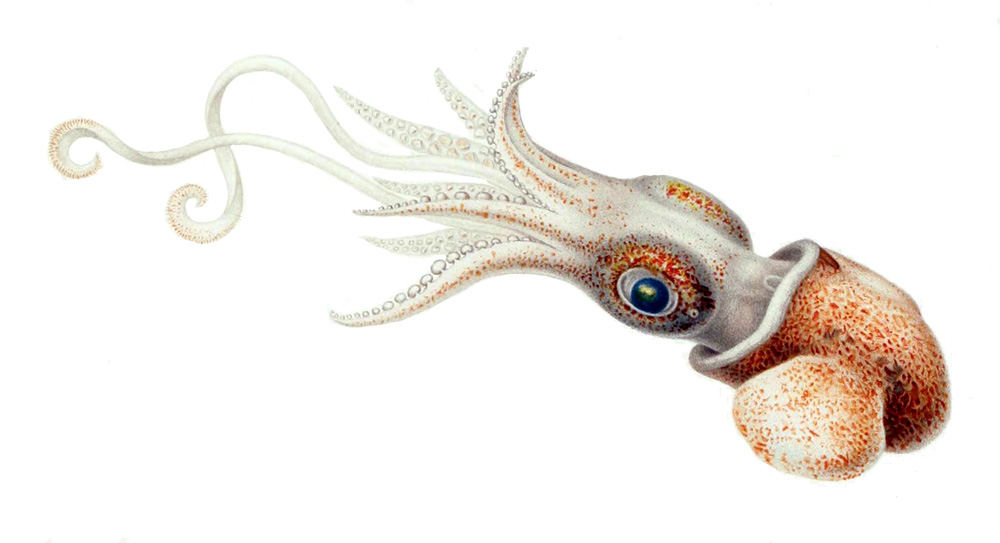
Austrorossia mastigophora

I Sepiolidae Leach, 1817 sono una famiglia di cefalopodi.

## Distribuzione e habitat
Sono diffuse in tutti gli oceani.

## Descrizione
Sono seppie di piccole dimensioni, il cui mantello raramente supera i 80 mm. Il mantello è ampio e di forma ovale, separato internamente da un setto, con le piccole pinne rotonde attaccate lungo un breve tratto – comunque meno lungo delle pinne stesse.
La conchiglia interna – il gladio – è molto piccola e chitinosa; può anche essere assente.
Come tutte gli appartenenti all'ordine Sepiida, hanno occhi complessi che, nel caso delle Sepiolidae, hanno una membrana cornea davanti al cristallino. 
Al contrario delle Sepiadariidae, le Sepiolidae non hanno una membrana a protezione delle braccia. I tentacoli, ognuno con la tipica clava, sono retrattili.

## Tassonomia
La famiglia comprendeva nel 2024 quattro sottofamiglie, di cui una incertae sedis con una sola specie:
- Sottofamiglia Heteroteuthinae Appellöf,  1898
  - Genere Amphorateuthis R. E. Young, Vecchione & Roper,  2007
  - Genere Heteroteuthis J. E. Gray,  1849
  - Genere Iridoteuthis Naef,  1912
  - Genere Nectoteuthis A. E. Verrill, 1883
  - Genere Sepiolina Naef, 1912
  - Genere Stoloteuthis A. E. Verrill, 1881
- Sottofamiglia Rossiinae Appellöf, 1898
  - Genere Austrorossia S. S. Berry, 1918
  - Genere Neorossia Boletzky, 1971
  - Genere Rossia Owen, 1835
  - Genere Semirossia Steenstrup, 1887
- Sottofamiglia Sepiolinae Leach, 1817
  - Tribù Euprymnini G. Sanchez, Fernández-Álvarez, Taite, Sugimoto, Jolly, Simakov, Marlétaz, Allcock & Rokhsar,  2021
    - Genere Eumandya Bello, 2020
    - Genere Euprymna Steenstrup, 1887
    - Genere Inioteuthis A. E. Verrill, 1881
    - Genere Lusepiola Bello, 2020

  - Tribù Sepiolini Leach, 1817
    - Genere Adinaefiola Bello, 2020
    - Genere Boletzkyola Bello, 2020
    - Genere Rondeletiola Naef, 1921
    - Genere Sepietta Naef, 1912
    - Genere Sepiola Leach, 1817

  - Tribù Sepiolinae incertae sedis
    - Genere Amutatiola C. C. Lu & Okutani, 2022
    - Genere Dextrasepiola C. C. Lu & Okutani, 2022
- Sottofamiglia Sepiolidae incertae sedis
  - Genere Choneteuthis Lu & Boucher-Rodoni, 2006